# David O. Russell
David Russell, celým jménem David Owen Russell, (* 20. srpna 1958 New York City, New York) je americký režisér a scenárista. Jeho debutem byl film Spanking the Monkey (1994).
Mezi jeho další filmy patří Tři králové (1999) nebo Mám rád Huckabees (2004).
Russellovy tři poslední filmy, The Fighter (2010), Terapie láskou (2012), and Špinavý trik (2013), byly úspěšně přijaty kritikou a byly úspěšné i komerčně. Tyto filmy zajistily Russellovi pět nominací na Oscara.

## Režijní filmografie
- 1994 Spanking the Monkey
- 1996 Flirtování s katastrofou
- 1999 Tři králové
- 2004 Mám rád Huckabees
- 2010 Fighter
- 2012 Terapie láskou
- 2013 Špinavý trik
- 2015 Joy
- 2015 Accidental Love

## Ceny a nominace
David O. Russell byl pětkrát nominován na Oscara, čtyřikrát na Zlatý glóbus a dvakrát vyhrál Cenu BAFTA.

### Oscary

#### nominace
- 2014 Špinavý trik, nejlepší režisér a nejlepší původní scénář
- 2013 Terapie láskou, nejlepší režisér a nejlepší adaptovaný scénář
- 2010 Fighter, nejlepší režisér

### Zlaté glóby

#### nominace
- 2014 Špinavý trik, nejlepší režisér a nejlepší scénář
- 2013 Terapie láskou, nejlepší scénář
- 2010 Fighter, nejlepší režisér

### Ceny BAFTA

#### výhra
- 2014 Špinavý trik, nejlepší původní scénář
- 2013 Terapie láskou, nejlepší adaptovaný scénář

#### nominace
- 2013 Terapie láskou, nejlepší režisér